# Moa Lundqvist
Moa Lundqvist, född 23 april 1991 i Umeå, är en svensk komiker, skådespelare och radiopratare.
Lundqvist är kanske främst känd för sin medverkan i den populära politiska satirpodcasten Lilla drevet, där hon började 2015 som inhoppare men sedermera blivit fast medlem. Tidigare har hon även medverkat i humorprogrammet Radio Liechtenstein på Sveriges Radio med bl.a. Linnéa Wikblad, Jörgen Lötgård och Alexander Salzberger. Mellan 2012 och december 2014 tillhörde Moa Lundqvist redaktionen på satirprogrammet Tankesmedjan i P3. Sedan september 2015 kan man höra Lundqvist i P3-programmet Motioner med Moa.
Mellan november 2013 och februari 2014 arbetade Moa Lundqvist som krönikör för ETC Malmö.
Sedan augusti 2015 driver Lundqvist podcasten Dilan och Moa tillsammans med P3-kollegan Dilan Apak. De inledde under 2015 ett samarbete där de även satt upp två humorshower tillsammans, "Den inre häxprocessen" samt "Det nya tråkiga". Lundqvist och Apak har även vid en rad olika event DJ:at tillsammans, då under namnen "DJ Nuonaffären" respektive "DJ Marit Paulsen".
I oktober 2018 hade Lundqvists och Apaks humorserie Sagan om Dilan och Moa premiär i SVT. Serien har sänts i två säsonger och handlar om de fiktiva karaktärerna Dilan och Moa som bor tillsammans i Malmö. Regissör för serien är Sissela Benn. Lundqvist medverkade även i Marie Agerhälls humorserie Dips, som hade premiär i SVT i december 2018. Medverkade 2021 i På spåret tillsammans med Dilan Apak.

## Utmärkelser och stipendier
Lundqvist fick 2017 erhålla medel ur Blandarens stipendiefond till Edward Sminks dåliga minne.